# Odense Håndbold
Az Odense Håndbold egy dán kézilabdacsapat, amelynek székhelye Odenseben van.

## Sikerei
Dán bajnokság
- Győztes: 2021, 2022
- Döntős: 2018, 2020, 2023
- Bronzérmes: 2019, 2024

Dán kupa
- Győztes: 2020
- Döntős: 2018, 2019, 2021, 2022
- Bronzérmes: 2023, 2024

## A csapat
A 2025-2026-os szezon játékoskerete:
| Kapusok - 12 Andrea Nørklit - 16 Althea Reinhardt - 26 Katrine Lunde - 38 Yara ten Holte Balszélsők - 10 Anna Grundtvig - 23 Elma Halilcevic Jobbszélsők - 11 Tina Abdulla - 34 Andrea Aagot Hansen Beállók - 03 Maren Nyland Aardahl - 20 Lysa Tchaptchet Defo - 44 Nikita van der Vliet | Balátlövők - 21 Ingvild Bakkerud - 22 Ragnhild Valle Dahl - 51 Markéta Jeřábková Irányítók - 08 Helene Gigstad Fauske - 32 Mie Højlund (c) - 33 Thale Rushfeldt Deila Jobbátlövők - 27 Louise Vinter Burgaard - 28 Clara Skyum Thomsen |

### Átigazolások
A 2025-2026-os szezonban:
| Érkezők - Katrine Lunde (a Vipers Kristiansand csapatától) (azonnal) - Tina Abdulla (a Storhamar HE csapatától) - Ingvild Bakkerud (az Ikast Håndbold csapatától) - Markéta Jeřábková (az Ikast Håndbold csapatától) - Jakob Vestergaard (vezetőedző) (a HB Ludwigsburg csapatától) | Távozók - Ole Gustav Gjekstad (vezetőedző) (a norvég válogatotthoz) - Malin Aune (a Storhamar HE csapatához) - Helena Elver (a Győri Audi ETO KC csapatához) |

## Korábbi játékosok
- Anne Mette Pedersen
- Cecilie Greve
- Ditte Vind
- Freja Cohrt
- Freja Fagerberg
- Helena Elver
- Kamilla Larsen
- Kathrine Heindahl
- Line Haugsted
- Line Jørgensen
- Marianne Bonde
- Mette Tranborg
- Mia Rej
- Nadia Offendal
- Pernille Holmsgaard
- Rikke Iversen
- Sara Hald
- Sarah Iversen
- Sidsel Mejlvang
- Stine Jørgensen
- Susanne Madsen
- Susan Thorsgaard
- Trine Jensen
- Trine Østergaard Jensen
- Trine Pedersen
- Emily Stang Sando
- Ingvild Bakkerud
- Ingrid Ødegård
- Maja Jakobsen
- Malene Aambakk
- Malin Aune
- Siri Seglem
- Tonje Løseth
- Gabriella Kain
- Jessica Helleberg
- Kristina Flognman
- Maria Adler
- Martina Thörn
- Nathalie Hagman
- Nina Dano
- Bo van Wetering
- Cornelia Nycke Groot
- Dione Housheer
- Jasmina Janković
- Kelly Vollebregt
- Larissa Nüsser
- Lois Abbingh
- Pearl van der Wissel
- Tess Wester
- Chana Masson
- Deonise Fachinello
- Jéssica da Silva Quintino
- Oksana Kiseleva
- Ikehara Ayaka
- Elisabeth Pinedo
- Háfra Noémi